# Diocesi di Townsville
La diocesi di Townsville (in latino Dioecesis Tovnsvillensis) è una sede della Chiesa cattolica in Australia suffraganea dell'arcidiocesi di Brisbane. Nel 2022 contava 79.618 battezzati su 300.444 abitanti. È retta dal vescovo Timothy James Harris.

## Territorio
La diocesi comprende la parte centro-settentrionale dello stato australiano del Queensland.
Sede vescovile è la città di Townsville, dove si trova la cattedrale del Sacro Cuore.
Il territorio è suddiviso in 27 parrocchie.

## Storia
La diocesi è stata eretta il 12 febbraio 1930 con la bolla Ecclesiarum in orbe di papa Pio XI, ricavandone il territorio dalla diocesi di Rockhampton.

## Cronotassi dei vescovi
Si omettono i periodi di sede vacante non superiori ai 2 anni o non storicamente accertati.
- Terence Bernard McGuire † (12 febbraio 1930 - 14 giugno 1938 nominato vescovo di Goulburn)
- Hugo Edward Ryan † (13 luglio 1938 - 14 settembre 1967 ritirato[1])
- Leonard Anthony Faulkner † (14 settembre 1967 - 2 settembre 1983 nominato arcivescovo coadiutore di Adelaide)
- Raymond Conway Benjamin † (14 febbraio 1984 - 18 aprile 2000 ritirato)
- Michael Ernest Putney † (24 gennaio 2001 - 28 marzo 2014 deceduto)
  - Sede vacante (2014-2017)
- Timothy James Harris, dall'8 febbraio 2017

## Statistiche
La diocesi nel 2022 su una popolazione di 300.444 persone contava 79.618 battezzati, corrispondenti al 26,5% del totale.
| anno | popolazione | popolazione | popolazione | presbiteri | presbiteri | presbiteri | presbiteri                | diaconi | religiosi | religiosi | parrocchie |
| anno | battezzati  | totale      | %           | numero     | secolari   | regolari   | battezzati per presbitero | diaconi | uomini    | donne     | parrocchie |
| ---- | ----------- | ----------- | ----------- | ---------- | ---------- | ---------- | ------------------------- | ------- | --------- | --------- | ---------- |
| 1950 | 28.337      | 115.000     | 24,6        | 54         | 45         | 9          | 524                       |         | 15        | 165       | 24         |
| 1966 | 44.000      | 190.000     | 23,2        | 68         | 54         | 14         | 647                       |         | 54        | 210       | 36         |
| 1970 | 52.000      | 170.000     | 30,6        | 59         | 48         | 11         | 881                       |         | 59        | 210       | 34         |
| 1980 | 60.437      | 181.000     | 33,4        | 53         | 40         | 13         | 1.140                     | 1       | 53        | 159       | 29         |
| 1990 | 60.022      | 217.943     | 27,5        | 40         | 33         | 7          | 1.500                     | 2       | 28        | 129       | 29         |
| 1999 | 60.477      | 234.854     | 25,8        | 37         | 30         | 7          | 1.634                     | 2       | 30        | 93        | 30         |
| 2000 | 65.924      | 234.854     | 28,1        | 34         | 28         | 6          | 1.938                     | 2       | 29        | 92        | 30         |
| 2001 | 66.610      | 237.387     | 28,1        | 29         | 25         | 4          | 2.296                     |         | 27        | 86        | 28         |
| 2002 | 66.610      | 237.387     | 28,1        | 27         | 23         | 4          | 2.467                     | 1       | 20        | 76        | 27         |
| 2003 | 74.084      | 252.289     | 29,4        | 25         | 20         | 5          | 2.963                     | 1       | 13        | 74        | 27         |
| 2004 | 74.084      | 252.289     | 29,4        | 26         | 22         | 4          | 2.849                     | 1       | 12        | 76        | 27         |
| 2010 | 75.600      | 263.000     | 28,7        | 30         | 24         | 6          | 2.520                     |         | 14        | 63        | 26         |
| 2014 | 81.700      | 283.600     | 28,8        | 24         | 18         | 6          | 3.404                     |         | 15        | 50        | 26         |
| 2017 | 85.300      | 296.000     | 28,8        | 27         | 21         | 6          | 3.159                     |         | 13        | 40        | 27         |
| 2020 | 79.133      | 289.202     | 27,4        | 24         | 15         | 9          | 3.297                     |         | 15        | 43        | 27         |
| 2022 | 79.618      | 300.444     | 26,5        | 27         | 16         | 11         | 2.948                     |         | 15        | 42        | 27         |